# 旋量丛
在数学与物理学中，旋量是与物理自旋理论以及数学中克利福德代数密切相关的某种几何实体，在某种意义上是一种扭曲的张量。从几何观点来看，所有旋量构成旋量丛（spinor bundle）。
给定一个可微流形 M，配有一个符号为 (p,q) 的度量，M 上一个旋量丛是 M 上向量丛使其纤维是
Spin(p,q)
的一个旋量表示。这里 Spin(p,q) 是特殊正交群 SO(p,q) 单位分支的二重覆盖。
旋量丛由向量丛 V 上继承一个联络（参见自旋联络）。
当
p + q ≤ 3
时，可能有正交群的其它覆盖群，从而有其它丛（任意子丛）。

## 相伴丛
相伴丛语言在表达旋量丛的意义是有用的。自旋结构（spin structure）的存在是实向量空间上额外的信息。
这里涉及了两个群 SO 与 Spin（对给定的符号 {\displaystyle (p,q)}），前者有一个忠实的 {\displaystyle n=p+q} 维矩阵表示，但后者（一般）只忠实的作用在更高维的旋量空间。Spin 是 SO 单位分支的二重覆盖，所以后者是前者的一个商（如果 p 和 q 都不是零，则特殊正交群有两个分支，而自旋群 Spin 只有一个）。这意味着取值于 Spin 的转移数据自动给出 SO 的转移数据：转到商群失去了一些信息。
从而一个 Spin-丛总给出一个相伴以 {\displaystyle \mathbb {R} ^{n}} 为纤维的丛，因为 Spin 通过其商 SO 作用在 {\displaystyle \mathbb {R} ^{n}} 上。反过来，对 SO-丛有一个提升问题：要变成一个 Spin-丛，在转移数据上有一个一致性问题。已经知道这个提升的阻碍是第二斯蒂弗尔-惠特尼类（ Stiefel-Whitney class）。